# معركة مركدة
كانت معركة مركدة مواجهة عسكرية بين جبهة النصرة التابعة لتنظيم القاعدة والدولة الإسلامية في العراق والشام (داعش)، على بلدة مركدة في محافظة الحسكة، في مارس 2014 خلال الحرب الأهلية السورية. كانت الأهمية الاستراتيجية للبلدة تكمن في أنها تقع على طريق الإمداد للدولة الإسلامية في العراق والشام من العراق، وعلى طريق الحسكة – دير الزور، وتواجدها على تلة مرتفعة.